# Boríssovo (Ivànovo)
|  | Per a altres significats, vegeu «Boríssovo». |

Boríssovo (en rus: Борисово) és un poble de l'óblast d'Ivànovo, a Rússia, que en el cens del 2010 tenia vuit habitants.